# Madonnaro

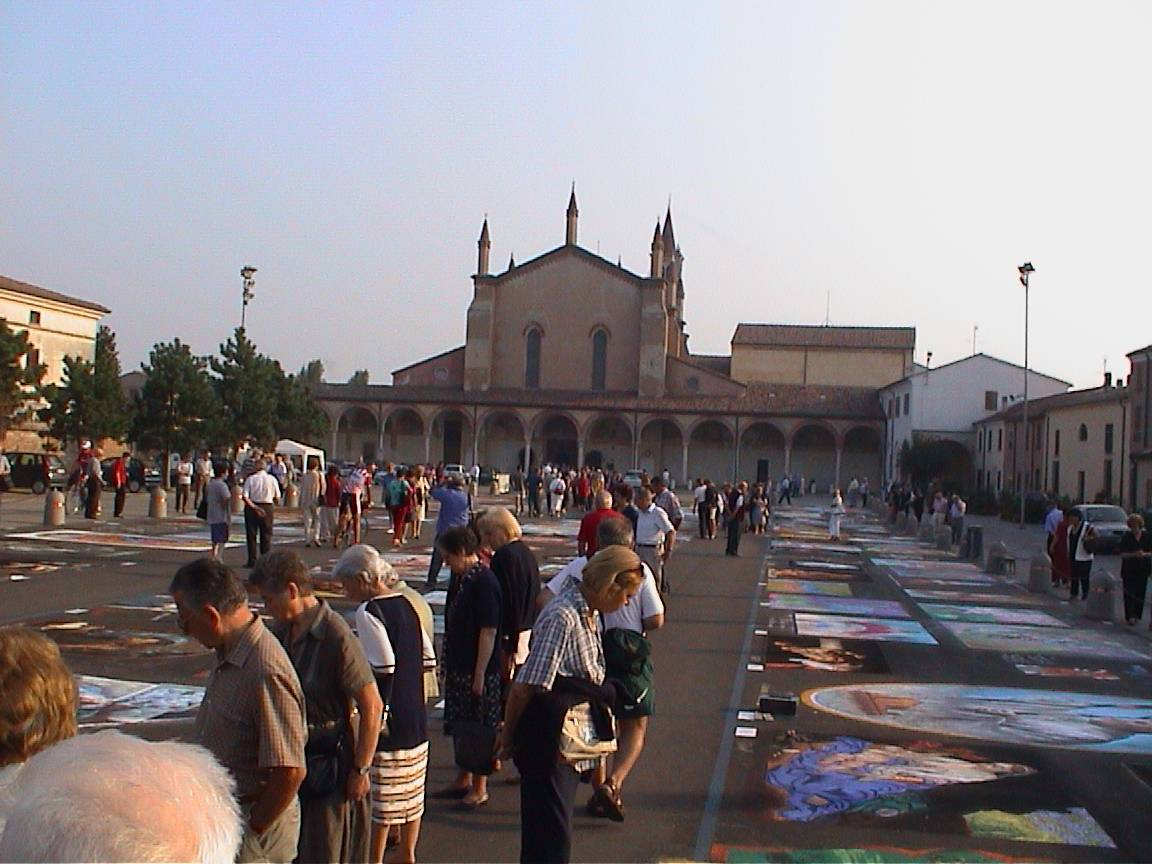
Sagrato di S.Maria delle Grazie a Grazie di Curtatone

I madonnari sono artisti di strada, così chiamati dalle immagini, soprattutto sacre e principalmente Madonne, che sono soliti disegnare per strada. Il termine è di probabile origine centro-italiana. Il madonnaro è un artista ambulante nomade che si sposta da un paese all'altro in occasione di sagre e feste popolari. Esegue i suoi disegni con gesso, gessetti o altro materiale povero, su strade, marciapiedi, cemento, selciato di centri urbani e che trae il proprio sostentamento grazie alle offerte del pubblico quali oboli o elemosine.

## Origini

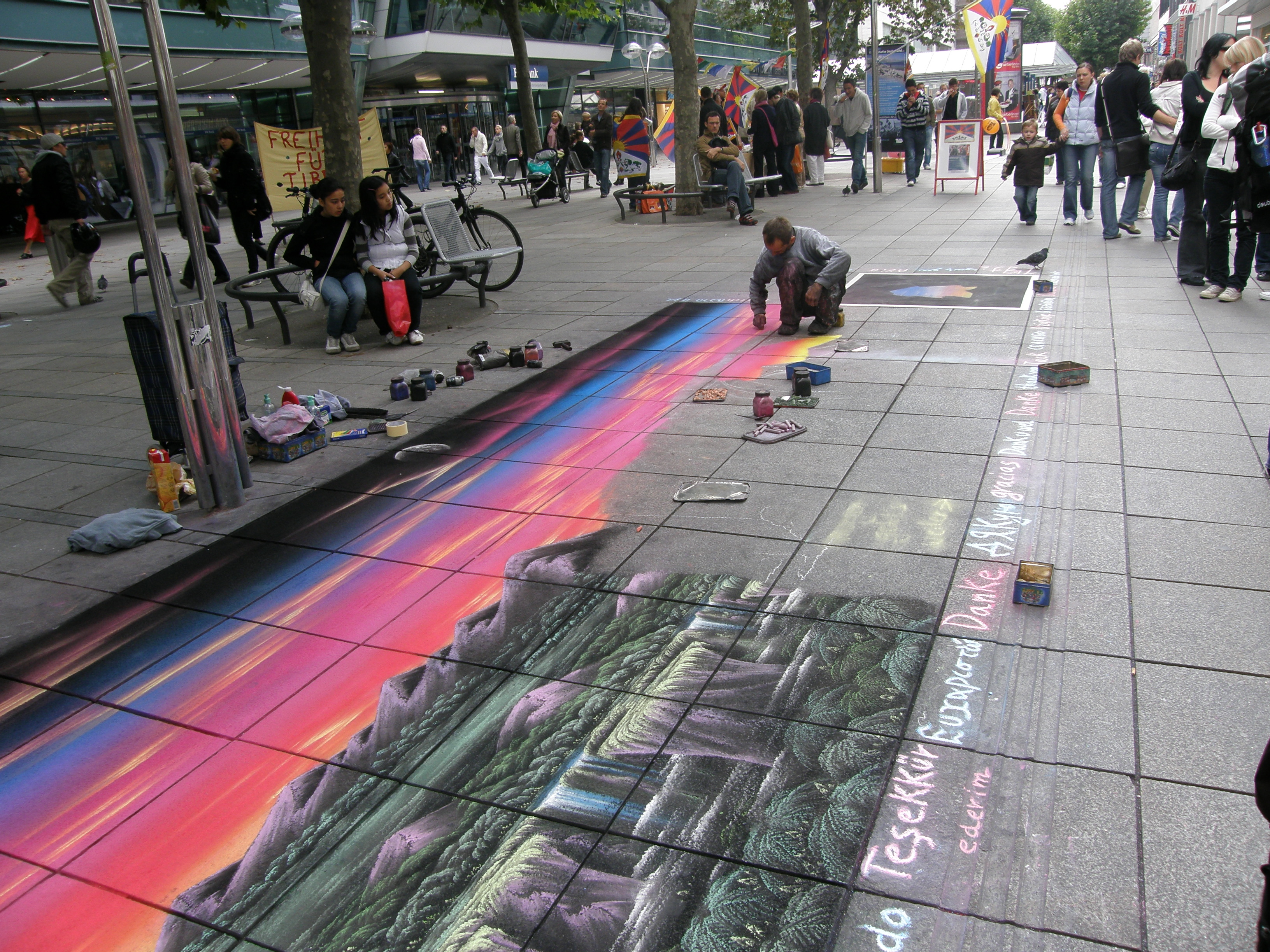
Un madonnaro a Stoccarda

L'arte, come indicato da varie descrizioni che si trovano in testi e lettere, fu presente in tutta l'Europa fin dal XVI secolo. Dato il materiale impiegato, dopo qualche giorno il disegno sbiadisce fino a che con la prima pioggia svanisce. Questo è anche il motivo per cui solo di recente è stato possibile iniziare ad averne una documentazione visiva.
La tradizione dei madonnari nel periodo successivo alla seconda guerra mondiale si stava perdendo. Lo scarno numero di questi artisti era diminuito fino a quando alcuni di loro cercarono un posto dove riunirsi per dare luogo ad un evento annuale. Uno dei primi incontri avvenne nel 1972, grazie al contributo del comune di Curtatone, il 15 agosto sul sagrato del Santuario della Beata Vergine delle Grazie a Grazie, nei pressi di Mantova; erano in 10. Da più di vent'anni nella località dove si tiene l'Incontro Nazionale dei Madonnari, è sorta l'"Associazione Madonnari d'Italia" con una trentina di aderenti.
La riscoperta di quest'arte antica nel corso degli anni successivi ha visto nascere altre manifestazioni sia in Italia che all'estero. Pur conservando lo spirito tradizionale, a questi semplici artisti si sono aggiunti anche pittori qualificati, artisti di varie tendenze e semplici appassionati che, con produzioni a volte discutibili
elaborano madonne e altri temi sacri. Non di rado, questi artisti sono molto abili nella loro tecnica, decisamente particolare e inusuale, riuscendo a creare delle vere opere d'arte, anche se effimere.

## Normativa

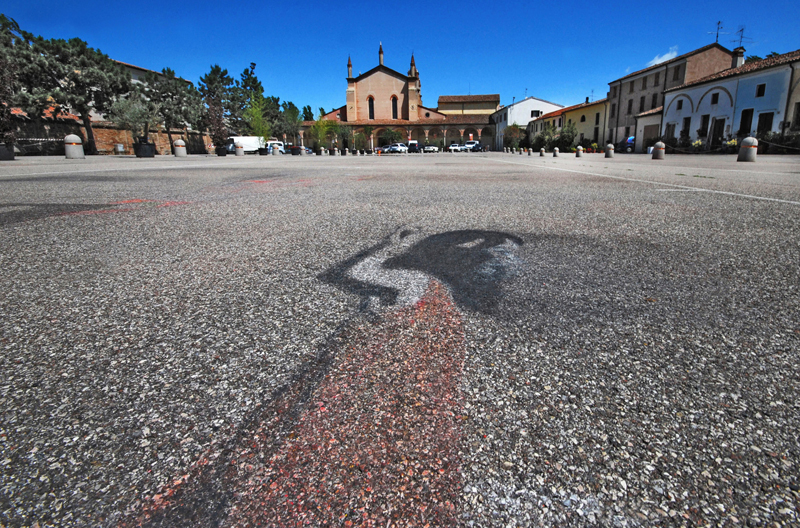
Il Santuario delle Grazie con le tracce dei Madonnari

Non esiste una normativa nazionale di riferimento che regolamenta la possibilità di esercitare l'arte del madonnaro essendo eventualmente i singoli Comuni ad emanare regolamenti in materia.
La liberalizzazione avviene con il DPR 311 del 28/5/2001 che all'articolo 6 abroga i commi primo e secondo dell'art.121 del TULPS (Testo unico delle leggi di pubblica sicurezza) che regolava il Registro dei Mestieri Girovaghi e le richieste di permesso per le esibizioni.
La regione Piemonte ha emanato una legge regionale che favorisce il mestiere degli artisti di strada, stabilendo il principio di libera espressione nei luoghi pubblici con limiti dettati da normali regole di convivenza ed uso collettivo dei luoghi stessi.
Tale norma limita il potere di imporre divieti generalizzati da parte dei singoli comuni. 
Lo spirito della norma è però largamente disatteso dai Comuni piemontesi. 
Anche la regione Puglia ha emanato una analoga legge.

### Regolamenti comunali
Alcuni comuni hanno regolato con apposite norme l'attività dei madonnari: tra questi Genova, Torino, Roma, Milano.